# Hermann Braun
Pour les articles homonymes, voir Braun.
Hermann Braun (né le 1er novembre 1917 à New York, mort le 18 janvier 1945 près de Litzmannstadt) est un acteur allemand.

## Biographie
Hermann Braun est le fils du chanteur d'opéra Carl Braun, alors membre du Metropolitan Opera. sa mère Gertrude Botz est une actrice de théâtre de Lübeck et sa sœur Anne-Mary Braun sera également une actrice. La famille retourne en Allemagne, à Berlin, immédiatement après la fin de la Première Guerre mondiale. Hermann Braun est découvert au cinéma à quinze ans alors qu'on cherche un jeune acteur pour le rôle-titre dans la production de propagande nazie Le Jeune Hitlérien Quex. Mais Braun tombe gravement malade et le rôle revient à Jürgen Ohlsen, un peu plus âgé. Braun jouera un rôle de figuration dans le film.
Après sa convalescence, Braun va à l'école d'art dramatique àde Berlin, puis est engagé au théâtre de Bochum. Plus tard, il a un emploi au Staatstheaters Berlin, entre autres sous la direction de Gustaf Gründgens. En tant que bel acteur blond, Braun correspond à l'idéal d'un aryen dans le cinéma nazi. Il est donc principalement utilisé pour des rôles de jeunes hommes en uniforme déterminés, parfois orageux. Au début, il joue principalement de petits rôles, puis à partir de 1937 presque uniquement des rôles principaux.
À cause de cette attitude apparemment pro-régime, Hermann Braun est dispensé de service militaire pendant la Seconde Guerre mondiale. Touché par des doutes croissants sur le régime nazi, il se laisse aller à des déclarations critiques à l'égard du régime.
L'acteur de 24 ans est enrôlé et envoyé au front, initialement en tant que membre de l'ensemble de la scène des soldats de Berlin pour divertir les soldats de la Wehrmacht. Braun doit ensuite prendre une arme et a un ordre de marche vers le front de l'Est. Braun tombe lors de violents combats près de Litzmannstadt en janvier 1945.

## Filmographie
- 1933 : Le Jeune Hitlérien Quex de Hans Steinhoff
- 1933 : Der Jäger aus Kurpfalz
- 1934 : Ferien vom Ich
- 1934 : Punks kommt aus Amerika
- 1935 : Achte mir auf aufs Gakeki (court métrage)
- 1935 : Les Vaincus de Carl Froelich
- 1936 : La Chevauchée de la liberté (de)
- 1938 : Pieux mensonge ou Mensonge de mère (Die fromme Lüge ) de Nunzio Malasomma
- 1938 : Jugend
- 1938 : Was tun, Sybille?
- 1939 : Équipage de gloire (D III 88) de Herbert Maisch
- 1940 : Verwandte sind auch Menschen
- 1940 : Le Renard de Glenarvon de Max W. Kimmich
- 1940 : Escadrille de bombardement Lützow (Kampfgeschwader Lützow) de Hans Bertram
- 1941 : Kleine Mädchen – große Sorgen